# دهستان کیونانات
دهستان کیونانات نام دهستانی در بخش کلیائی شهرستان سنقر، استان کرمانشاه در ایران است. براساس سرشماری مرکز آمار ایران در سال ۱۳۸۵، جمعیت آن ۴۰۹۵ نفر (۱۰۰۵ خانوار) بوده‌است.